# Mandamento
El mandamento es una circunscripción administrativa supramunicipal intermedia entre el distrito y el municipio que llevaba a cabo algunas funciones administrativas y judiciales. Fue introducida en el Reino de Cerdeña con el edicto de Vittorio Emanuele I el 7 de octubre de 1814, sucesivamente revisado con la Ley Rattazzi (Regio Decreto n. 3702 del 23.10.1859), y permaneció vigente hasta 1923.
En el ámbito judicial correspondía al ámbito de competencia territorial de una pretura.